# Ciutat Esportiva Joan Gamper

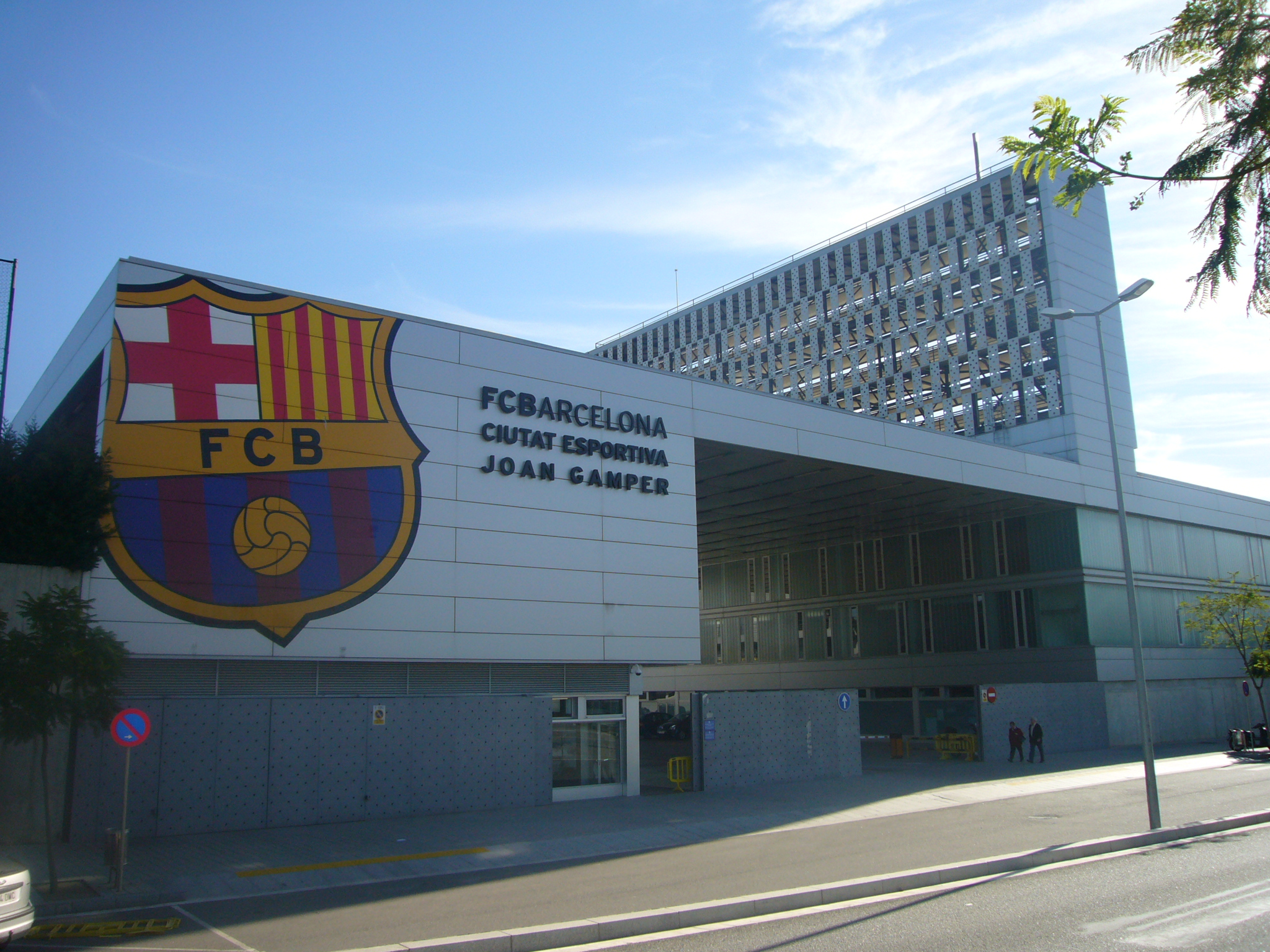
Ciutat Esportiva Joan Gamper

Ciutat Esportiva Joan Gamper (pol. Miasto sportowe Joana Gampera) to kompleks sportowy katalońskiego klubu FC Barcelona. Położony jest w Sant Joan Despí (4,5 km od Camp Nou), zajmuje 136 839 m², a jego otwarcie miało miejsce 1 czerwca 2006. Kompleks służy treningom oraz meczom drużyn różnych sekcji Dumy Katalonii.
W Ciutat Esportiva trenuje wiele drużyn i zespołów młodzieżowych, które poprzednio ćwiczyły na boiskach i salach będących częścią Camp Nou, Mini Estadi i Palau Blaugrana.
W kompleksie znajduje się:
- 5 boisk trawiastych
- 4 boiska z nawierzchnią sztuczną
- 3 sale gimnastyczne
- 1 wielofunkcyjny pawilon sportowy (z miejscem dla blisko 500 kibiców)
- Osobne boiska dla bramkarzy
- Press room
- Siłownie
- Basen i sauny
- Budynki administracyjne i szatnie
- Podziemny parking

Dziewięć boisk piłkarskich ma wymiary 105 na 68 metrów każde, a dwa po 55 na 38 metrów. Na niektórych boiskach przeznaczono miejsce dla widzów (na 1400, 950 i 400 osób).
Całkowity koszt inwestycji wyniósł 68 mln euro. Większość środków na ten cel FC Barcelona uzyskała sprzedając wcześniej posiadane grunty.